# Halles centrales de Limoges
Pour les articles homonymes, voir Halles centrales.
Les halles centrales de Limoges sont un bâtiment public, le principal des deux marchés couverts que compte la commune de Limoges, dans le département français de la Haute-Vienne.
Construites entre 1885 et 1889, elles sont situées place de la Motte, en plein cœur du centre-ville de Limoges, dans le quartier historique du Château. Les halles font l'objet d'une inscription au titre des monuments historiques depuis le 16 août 1976.

## Historique
En mars 2018, la ville de Limoges décide de lancer un important et coûteux chantier de rénovation. Après près d'un an et demi de travaux, les Halles de Limoges rouvrent leurs portes au public le samedi 16 novembre 2019, avant l’inauguration officielle le 23 novembre 2019. Elles accueillent de nouveaux commerces,.

## Architecture
Le bâtiment est une structure de briques, de métal, de verre et de zinc découpé. Une frise en porcelaine dans la pure tradition limougeaude, réalisée par l'entreprise Guérin, orne la façade. Celle-ci est composée de 368 panneaux présentant des produits vendus dans les halles (gibiers, viandes, fruits, etc.). La charpente métallique renseigne directement sur l'époque et rappelle instantanément Eiffel. En effet, ce sont 2 confrères du célèbre architecte de la tour éponyme, Pesce et Lévesque qui se chargèrent de la fabrication du monument. La municipalité avait auparavant vainement sollicité l'entreprise de Gustave Eiffel. 

## Galerie

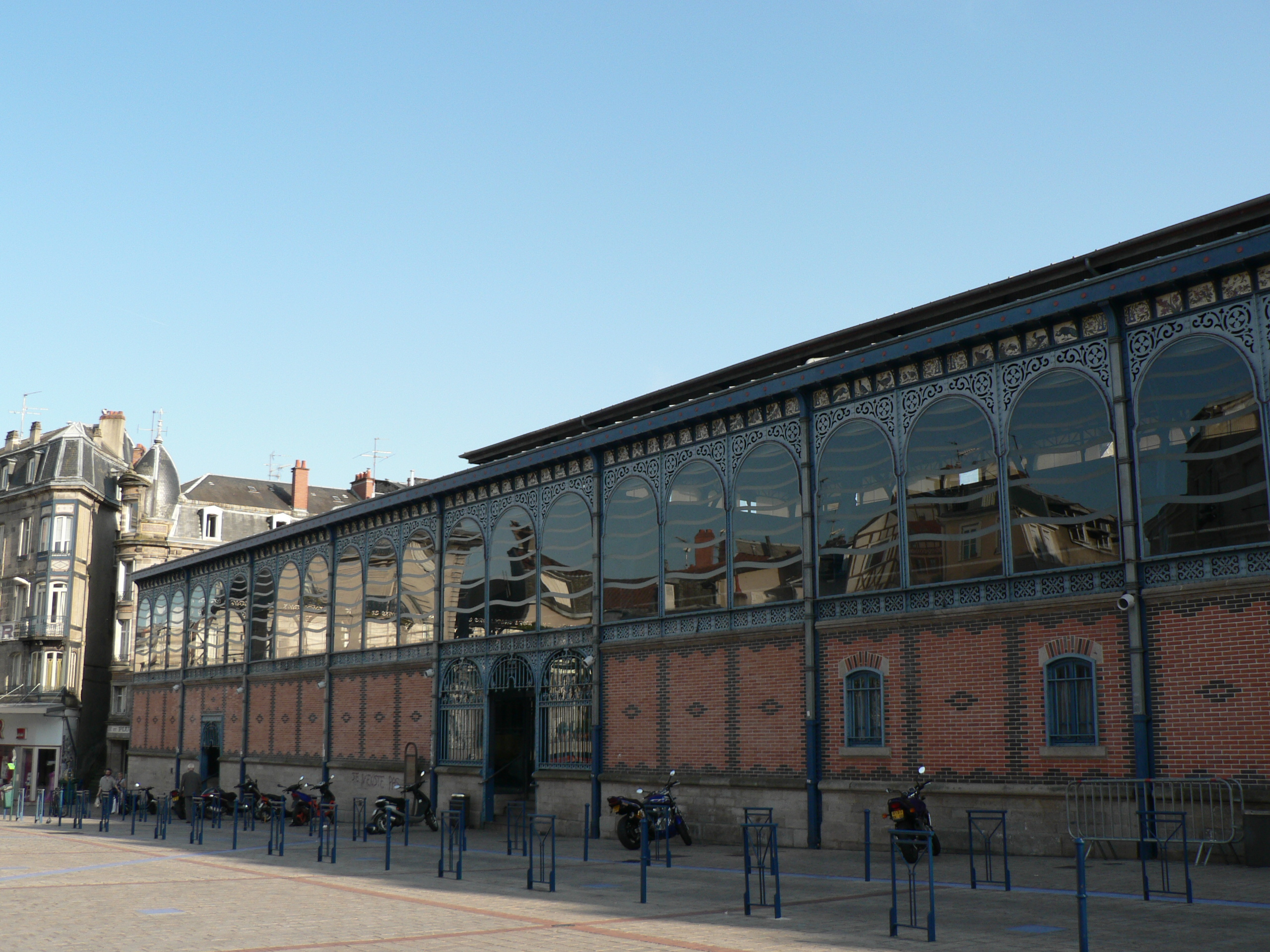
Depuis la place de la Motte
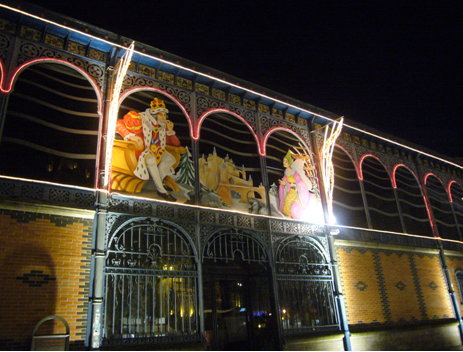
Les Halles illuminées pour les fêtes de fin d'année
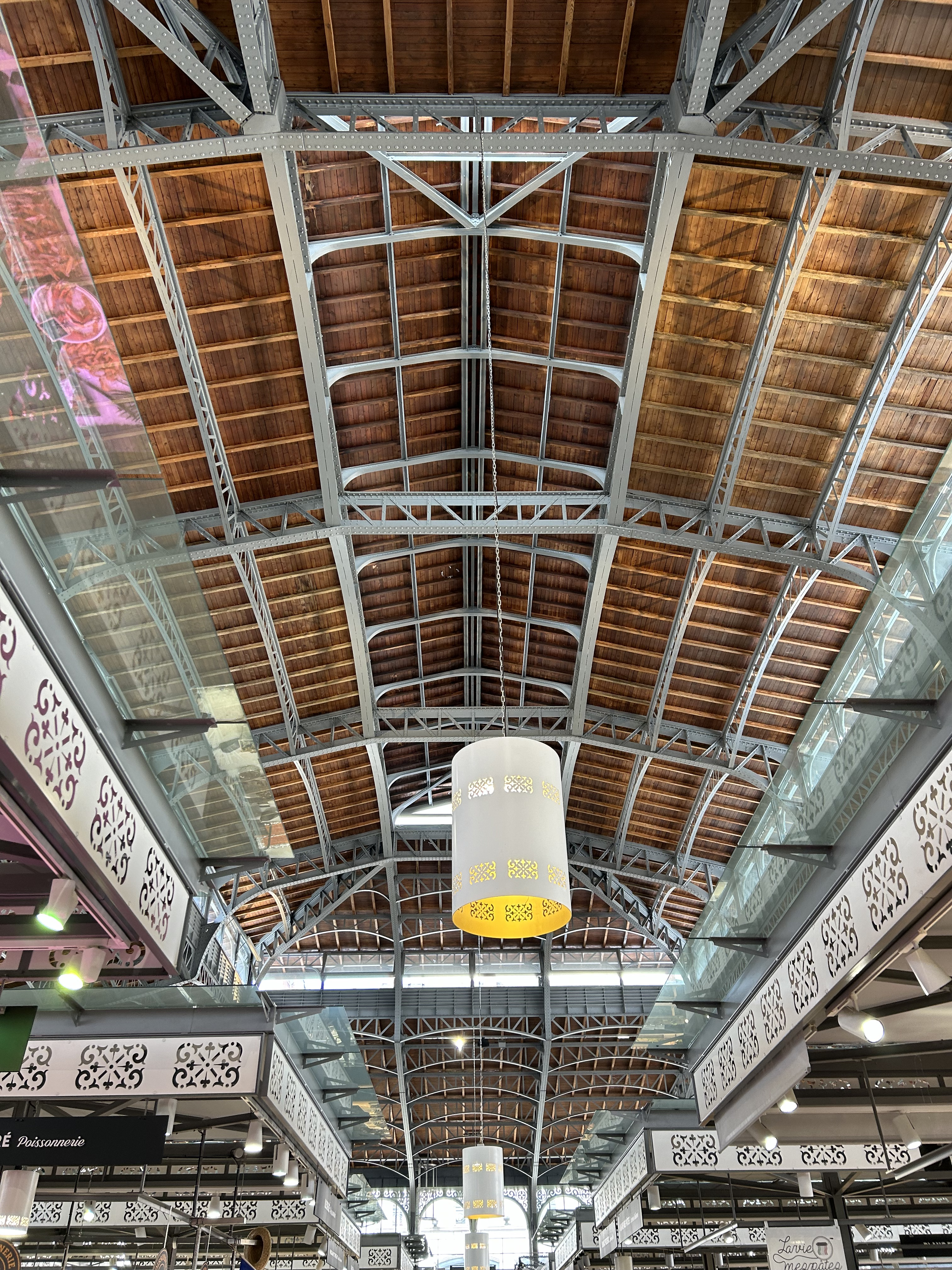
Vue intérieure des halles.